# John Galliquio
John Christian Galliquio Castro (Pisco, 1 de dezembro de 1979) é um ex-futebolista profissional peruano que atuava como defensor.

## Carreira
John Galliquio fez parte do elenco da Seleção Peruana de Futebol da Copa América de 2007.